# Xiaoxiang Ling
Xiaoxiang Ling är en bergskedja i Kina. Den ligger i provinsen Sichuan, i den sydvästra delen av landet, omkring 260 kilometer sydväst om provinshuvudstaden Chengdu.
Genomsnittlig årsnederbörd är 1 488 millimeter. Den regnigaste månaden är juni, med i genomsnitt 297 mm nederbörd, och den torraste är januari, med 4 mm nederbörd.